# Nataldillo burnupi
Nataldillo burnupi là một loài chân đều trong họ Armadillidae. Loài này được Collinge miêu tả khoa học năm 1917.